# Juan Carlos Cacho
Juan Carlos Cacho Gutiérrez (Ciudad de México, 3 de mayo de 1982) es un entrenador de fútbol y exfutbolista mexicano que se desempeñaba en la posición de centrodelantero. Actualmente se encuentra sin equipo después de dirigir al Club de Fútbol Pachuca Femenil de la Liga MX Femenil.

## Trayectoria
Lo debutó José Luis Trejo con el Deportivo Cruz Azul en el verano 2001, al enviarlo al campo por el chileno Pablo Galdames en el minuto 70, jugando de local contra Puebla F.C. Estuvo con los Cementeros hasta el Clausura 2004.
Su primer partido internacional fue en la Copa Libertadores 2003, en la visita de Cruz Azul a Corinthians el 6 de febrero, Mario Carrillo lo usó de titular y lo removió en el minuto 53.
Llegó por primera vez al C.F. Pachuca en el Apertura 2004, tuvo un repunte goleador al conseguir 45 tantos entre Liga y Liguilla. Fue campeón en Clausura 2006 y Clausura 2007, también obtuvo títulos internacionales: Copa Sudamericana 2006, Copa de Campeones de Concacaf 2006, Super Liga 2007 y Copa de Campeones de Concacaf 2008.
Llegó al Club Universidad Nacional en el Apertura 2008, sólo estuvo un par de torneos con los Pumas teniendo discretas actuaciones en su primer etapa con la UNAM pero fue campeón en el Clausura 2009.  
Volvió con los Tuzos para jugar Apertura 2009 y Bicentenario 2010, tiempo suficiente para alcanzar otro título internacional: en la Liga de Campeones de Concacaf 2009-2010.
Regresó con los Pumas de la UNAM en el Apertura 2010 y por fin tuvo un mejor desempeño que en su etapa primera, en esta segunda etapa con Pumas de nuevo fue campeón en 2011 pero en el Apertura 2012, fue transferido a los Diablos Rojos del Club Deportivo Toluca donde no le fue muy bien y su nivel futbolístico declinó. Llegó al Club Puebla en Clausura 2014. En 2015 jugó cedido en el Club Venados de Mérida. Antes de su retiro militó en el Corinthians FC of San Antonio.

### Clubes
| Club                          | País                | Año         | Partidos | Goles | Media |
| ----------------------------- | ------------------- | ----------- | -------- | ----- | ----- |
| Club de Fútbol Cruz Azul      | México              | 2001 - 2004 | 68       | 22    | 0.32  |
| Club de Fútbol Pachuca        | México              | 2004 - 2008 | 141      | 45    | 0.32  |
| Club Universidad Nacional     | México              | 2008 - 2009 | 27       | 7     | 0.26  |
| Club de Fútbol Pachuca        | México              | 2009 - 2010 | 25       | 8     | 0.32  |
| Club Universidad Nacional     | México              | 2010 - 2012 | 85       | 24    | 0.28  |
| Deportivo Toluca              | México              | 2012 - 2013 | 30       | 6     | 0.2   |
| Puebla Fútbol Club            | México              | 2014        | 8        | 2     | 0.25  |
| Club de Fútbol Mérida         | México              | 2015        | 8        | 1     | 0.13  |
| Corinthians FC of San Antonio | Estados Unidos      | 2016        |          |       |       |
| Total en su carrera           | Total en su carrera | 2001 - 2016 | 392      | 115   | 0.29  |

## Selección nacional
Ha sido convocado a la Selección Mexicana en varias ocasiones, su participación más reciente fue durante la Copa América 2007. Sus buenas actuaciones en torneos recientes, hicieron que el entrenador de la Selección Mexicana, Hugo Sánchez, lo convocara para disputar este torneo continental realizado en Venezuela y logró anotar varios goles, lo cual le da oportunidad para seguir brillando en la selección mexicana.

### Participaciones en Copas América
| Copa              | Sede      | Resultado    |
| ----------------- | --------- | ------------ |
| Copa América 2007 | Venezuela | Tercer lugar |

### Partidos con la Selección
| #  | Fecha                    | Rival          | Sede             | Estadio                       | Resultado | Competición                |
| -- | ------------------------ | -------------- | ---------------- | ----------------------------- | --------- | -------------------------- |
| 1  | 28 de febrero de 2007    | Venezuela      | San Diego        | Qualcomm Stadium              | 0 - 0     | Amistoso                   |
| 2  | 27 de junio de 2007      | Brasil         | Ciudad Guayana   | Polideportivo Cachamay        | 2 - 0     | Copa América 2007          |
| 3  | 1 de julio de 2007       | Ecuador        | Maturín          | Estadio Monumental de Maturín | 2 - 1     | Copa América 2007          |
| 4  | 8 de julio de 2007       | Paraguay       | Maturín          | Estadio Monumental de Maturín | 6 - 0     | Copa América 2007          |
| 5  | 11 de julio de 2007      | Argentina      | Ciudad Guayana   | Polideportivo Cachamay        | 0 - 3     | Copa América 2007          |
| 6  | 12 de septiembre de 2007 | Brasil         | Foxborough       | Gillette Stadium              | 1 - 3     | Amistoso                   |
| 7  | 14 de octubre de 2007    | Nigeria        | Ciudad Juárez    | Estadio Benito Juárez         | 2 - 2     | Amistoso                   |
| 8  | 6 de febrero de 2008     | Estados Unidos | Houston          | Reliant Stadium               | 2 - 2     | Amistoso                   |
| 9  | 16 de abril de 2008      | China          | Seattle          | Qwest Field                   | 1 - 0     | Amistoso                   |
| 10 | 9 de septiembre de 2009  | Honduras       | Ciudad de México | Estadio Azteca                | 1 - 0     | Clasificación Mundial 2010 |
| 11 | 30 de septiembre de 2009 | Colombia       | Dallas           | Cotton Bowl                   | 1 - 2     | Amistoso                   |

### Goles internacionales
| # | Fecha                    | Rival   | Sede          | Estadio                        | Marcador | Resultado | Competición |
| - | ------------------------ | ------- | ------------- | ------------------------------ | -------- | --------- | ----------- |
| 1 | 12 de septiembre de 2007 | Brasil  | Foxborough    | Gillette Stadium               | 1-0      | 1 - 3     | Amistoso    |
| 2 | 14 de octubre de 2007    | Nigeria | Ciudad Juárez | Estadio Olímpico Benito Juárez | 1-2      | 2 - 2     | Amistoso    |
| 3 | 14 de octubre de 2007    | Nigeria | Ciudad Juárez | Estadio Olímpico Benito Juárez | 2-2      | 2 - 2     | Amistoso    |

## Palmarés

### Campeonatos nacionales
| Título        | Club             | País   | Año  |
| ------------- | ---------------- | ------ | ---- |
| Clausura 2006 | C.F. Pachuca     | México | 2006 |
| Clausura 2007 | C.F. Pachuca     | México | 2007 |
| Clausura 2009 | Pumas de la UNAM | México | 2009 |
| Clausura 2011 | Pumas de la UNAM | México | 2011 |

## Copas internacionales
| Título                           | Club                   | País   | Año         |
| -------------------------------- | ---------------------- | ------ | ----------- |
| Copa Sudamericana                | Club de Fútbol Pachuca | México | 2006        |
| Copa de Campeones de la CONCACAF | Club de Fútbol Pachuca | México | 2007 y 2008 |
| Concacaf Liga Campeones          | Club de Fútbol Pachuca | México | 2010        |

(*) Incluyendo la selección